# كاترين إيفرت
كاترين إيفرت هي رسامة كندية، ولدت في 1957.